# Route nationale 158
Pour les articles homonymes, voir Route 158.
La route nationale 158, ou RN 158, est une route nationale française reliant Caen à Falaise.
Avant 2006, la route nationale continuait jusqu'à Sées,,. La section est déclassée avant l'ouverture de l'autoroute A88 entre Falaise et Sées (inaugurée le 26 août 2010).
La voie express entre Caen et Falaise est appelée, après mise aux normes autoroutières, à intégrer l'A88. 
Avant le déclassement général de 1975, la route poursuivait son chemin jusqu'à Tours (via Alençon et Le Mans). La section du Mans à Tours a été reprise par la RN 138.

## Déclassements en 2006
- Calvados : RD 658 de Falaise à la limite départementale de l'Orne
- Orne : RD 958

## De Caen à Falaise (N 158)
Les communes traversées sont :
- Caen (km 0)
- Ifs
- Hubert-Folie (km 5)
- Cintheaux(km 9)
- Gouvix (km 13)
- Cauvicourt (km 15)
- Grainville-Langannerie (km 18)
- Potigny (km 24)
- Bons-Tassilly (km 25)
- Soulangy (km 28)
- Saint-Pierre-Canivet (km 29)
- Aubigny (km 30)
- Falaise (km 33)

## Ancien tracé de Falaise à Sées (RD 658 et 958)
- Rônai (km 45)
- Occagnes (km 51)
- Argentan (km 56)
- Saint-Christophe-le-Jajolet (km 67)
- Mortrée (km 72)
- Sées (km 80)

## Ancien tracé du Mans à Tours (N 138)
La RN 158 faisait un tronc commun avec la RN 138 entre Sées et Le Mans.
Les communes traversées sont:
- Le Mans D 338
- Mulsanne
- Écommoy
- Luceau
- Château-du-Loir
- Dissay-sous-Courcillon
- Neuillé-Pont-Pierre
- La Membrolle-sur-Choisille
- Saint-Cyr-sur-Loire
- Tours